# Großherzog von Oldenburg (Schiff, 1905)
Die Großherzog von Oldenburg war ein 1905 gebauter Kabelleger. Das Schiff wurden von den Norddeutschen Seekabelwerken betrieben.

## Geschichte
Das Schiff wurde im Februar 1905 bei der Schichau-Werft bestellt und im Oktober des Jahres an die Norddeutschen Seekabelwerke abgeliefert. Es war der Nachfolger des im selben Jahr in die Niederlande verkauften und in Telegraaf umbenannten Kabellegers Von Podbielski.
Während des Ersten Weltkriegs lag die Großherzog von Oldenburg in Deutschland. Nach dem Krieg wurde das Schiff Italien als Reparationszahlung zugesprochen und am 31. August 1919 abgegeben. 1921 wurde es von der Italienischen Marine umbenannt und legte als Citta di Milano Seekabel. U.a. wurde sie 1925 auch vom früheren Eigner gechartert.
Das Schiff verlegte 1005 sm Seekabel zwischen Anzio und Malaga und 870 sm Seekabel zwischen Malaga und Las Palmas auf den Kanarischen Inseln. Des Weiteren wurde ein 963 sm langes Kabel von Pirelli zwischen Las Palmas und São Vicente, Kap Verde verlegt.
1928 nahm sie als Versorgungsschiff der Italia (Luftschiff) an der zweiten Nordpolarexpedition von Umberto Nobiles teil. Dabei ankerte sie im Kongsfjord, Spitzbergen, Norwegen.
Um nach der italienischen Kapitulation die Übernahme des Schiffs durch die Wehrmacht zu vermeiden, wurde die in die Jahre gekommene Citta di Milano am 18. September 1943 bei Savona feierlich versenkt.

## Beschreibung
Das Schiff hatte eine mittschiffs angeordnete Maschinenanlage, die aus einem Doppelender- und zwei Einender-Zylinderkessel und zwei Dreifachexpansionsmaschinen bestand. Die Kohlebunker hatten eine Kapazität von 590 t. Die Großherzog von Oldenburg war mit drei Kabeltanks ausgestattet, zwei im Vorschiff und einen im Achterschiff. Über eine Heckrolle konnte das Kabel gelegt werden und eine Bugrolle diente zum Aufholen der Kabel.
Bisher wurde die genaue Position des Wracks der Citta di Milano noch nicht in einschlägigen Datenbanken verzeichnet (Stand 2025).